# Isabel Coixet

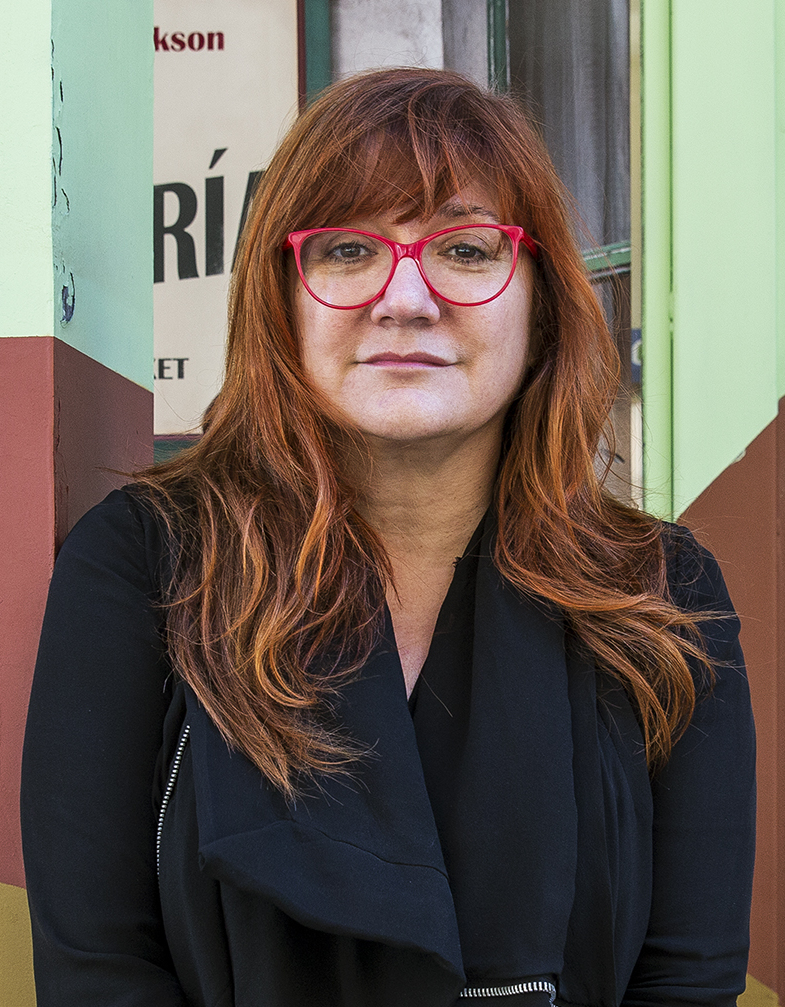
Isabel Coixet, 2017

Isabel Coixet (* 9. April 1960 in Barcelona, Region Katalonien, Spanien) ist eine spanische Filmregisseurin und Drehbuchautorin, die zunächst in der Werbebranche erfolgreich tätig war und in Katalonien lebt.

## Leben
Coixet wuchs in einer kommunistischen Familie unter dem Regime Francos auf.
Sie studierte Geschichte mit Schwerpunkt Zeitgeschichte an der Universität von Barcelona.
Mit 19 Jahren arbeitete sie bereits als Werbetexterin. Später war sie Kreativdirektorin und Werbespotregisseurin bei der Werbeagentur JWT und gründete die Kreativ-Agentur Target sowie die Produktionsfirmen Edie Saeta und Miss Wasabi Films. Außerdem schrieb sie für die spanische Filmzeitschrift Fotogramas.
Sie hat zahlreiche Preise auch für ihre Werbearbeiten gewonnen; zu ihren Kunden zählten unter anderem die BT Group, Ford, Danone, BMW, Ikea, Evax, Renault, Peugeot, Winston, Kronenbourg, Pepsi, Kellogg’s, MCI, Helene Curtis, Procter & Gamble und AT&T.
2004 erschienen in Spanien ihre autobiographischen Essays La vida es un guión (Das Leben ist ein Drehbuch).

## Werk
Ihr Spielfilmdebüt gab sie 1989 mit Demasiado viejo para morir joven, für das sie auch das Drehbuch schrieb. Ihr nächster Film erschien 1996 mit Was ich Dir noch nie erzählt habe. Das mehrfach ausgezeichnete Drama zeigte Lili Taylor und Andrew McCarthy in den Hauptrollen.
Der Durchbruch gelang Coixet mit Mein Leben ohne mich aus dem Jahr 2003. Das von ihr verfasste Drehbuch des Films behandelt eine junge Frau, die erfährt, dass sie todkrank ist, und die in ihrer verbleibenden Zeit noch Dinge erledigen will, die sie bisher nicht getan hat. Bei den Goyas 2006 dominierte ihr nächster Film Das geheime Leben der Worte. Ihr Film Eine Karte der Klänge von Tokio nahm am Wettbewerb der 62. Filmfestspiele von Cannes 2009 teil.
Ihr Film Nobody Wants the Night war der Eröffnungsfilm der 65. Berlinale.
Ihr Film Der Buchladen der Florence Green (The Bookshop / La librería) wurde 2018 mit dem Goya als Bester Film, für die Beste Regie und das Beste Drehbuch ausgezeichnet.
Im Jahr 2023 wurde Coixets preisgekrönter Spielfilm Un amor veröffentlicht. In dem Liebesdrama ist Laia Costa als 30-jährige Nat zu sehen, die vor ihrem stressigen Leben ins spanische Hinterland flüchtet. Im selben Jahr erhielt die Filmemacherin den Europäischen Filmpreis für die Beste europäische Leistung im Weltkino zuerkannt.

## Filmografie
- 1983: Morbus (nur Drehbuch)
- 1984: Mira y verás
- 1989: Demasiado viejo para morir joven
- 1996: Was ich Dir noch nie erzählt habe (Cosas que nunca te dije)
- 1998: A los que aman
- 2003: Mein Leben ohne mich (My Life Without Me)
- 2004: ¡Hay motivo! (Segment La insoportable levedad del carrito de la compra)
- 2004: Marlango – It’s Alright (Musikvideo)
- 2005: Das geheime Leben der Worte (The Secret Life of Words)
- 2006: Paris, je t’aime (Segment Bastille)
- 2007: Invisibles (Segment Cartas a Nora)
- 2008: Elegy oder die Kunst zu lieben (Elegy)
- 2009: Eine Karte der Klänge von Tokio (Map of the Sounds of Tokyo)
- 2011: Escuchando al Juez Garzón (Listening To The Judge)
- 2013: Another Me – Mein zweites Ich (Another Me)
- 2013: Ayer no termina nunca (Yesterday never Ends)[6]
- 2014: Learning to Drive – Fahrstunden fürs Leben (Learning to Drive)
- 2015: Nobody Wants the Night (Nadie quiere la noche)
- 2017: Der Buchladen der Florence Green (The Bookshop / La librería)[7]
- 2019: Elisa und Marcela (Elisa y Marcela)
- 2023: La Contadora de Películas (nur Drehbuch)
- 2023: Un amor

## Auszeichnungen (Auswahl)
- 2003: Preis der Gilde Deutscher Filmkunsttheater auf der Berlinale 2003 für Mein Leben ohne mich
- 2004: Goya in der Kategorie Bestes adaptiertes Drehbuch für Mein Leben ohne mich
- 2006: Goya in den Kategorien Bester Film, Beste Regie und Bestes Originaldrehbuch für Das geheime Leben der Worte
- 2009: Prix Vulcain de l’artiste technicien für Eine Karte der Klänge von Tokio
- 2016: Deutscher Schauspielerpreis 2016 in der Kategorie Ehrenpreis „Inspiration“
- 2018: Goya in den Kategorien Bester Film, Beste Regie und Bestes adaptiertes Drehbuch für Der Buchladen der Florence Green[4]
- 2023: Europäischen Filmpreis für die Beste europäische Leistung im Weltkino

## Mitgliedschaften
- Präsidentin von EWA, European Women´s Audiovisual Network